# Hubert Damisch
Pour les articles homonymes, voir Damisch.
Hubert Damisch, né le 28 avril 1928  à Paris et mort le 14 décembre 2017, dans la même ville, est un philosophe français spécialisé en esthétique et histoire de l'art, professeur à l'École des hautes études en sciences sociales de Paris.
La réflexion d'Hubert Damisch prend en compte la sémiologie dans l'esthétique. Il écrit sur la peinture, l'architecture, la photographie, le cinéma, le théâtre. Son œuvre fait référence dans le domaine de la philosophie et de l'histoire de l'art.

## Biographie
En 1960, il signe le Manifeste des 121, déclaration sur le « droit à l'insoumission » dans le contexte de la guerre d'Algérie.
Docteur en philosophie de l'université Paris-Nanterre en 1970, Hubert Damisch publie en 1974 Huit thèses pour (ou contre) une sémiologie de la peinture.
Philosophe et penseur de l’art, on lui doit de nombreux ouvrages de référence, notamment sur les liens entre l’art et l’architecture : Ruptures/Cultures en 1976 ou L’Art est-il nécessaire ? en 1993.
Sur le théâtre, il publie une étude de l’œuvre de Titina Maselli interrogeant sans cesse l’articulation entre l’art de la scénographie et les résistances du plateau.
En 1993, avec Jean-Louis Cohen, il dirige un ouvrage collectif sur l'architecture américaine où est étudié le modèle américain de la modernité en architecture, qui représente le modèle pour l'Europe et son avenir. En effet, l'Amérique est « la modernité en acte » selon son expression, qui, dans le domaine de l'architecture, ouvre la voie à l'Europe. Celle-ci ne cessera non seulement de s'en inspirer, mais même de l'imiter.

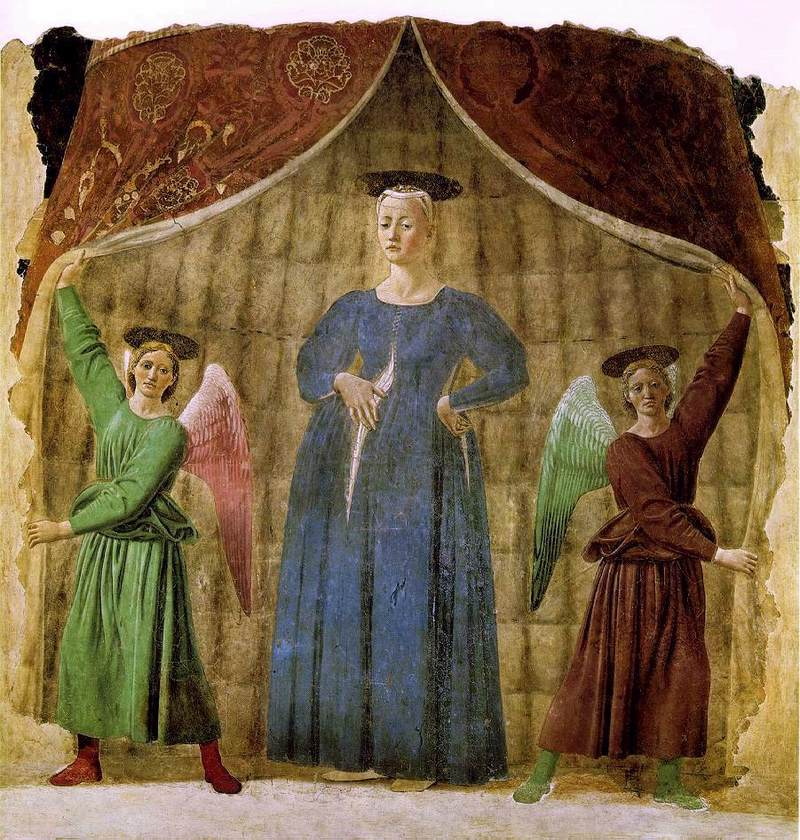
La Madonna del Parto.

En 1997, il publie Un souvenir d’enfance de Piero della Francesca, ouvrage dans lequel il se demande d'où vient la force d'attraction qu'exerce la Madonna del Parto peinte par Piero della Francesca.
Il s'agit d'un étrange tableau, représentant une Madone enceinte qui désigne le haut de son ventre là où sa robe s'écarte en une longue fente, qui suit le long de son corps. La Madone est elle-même au centre d'une tente ronde faite de tissus dont deux anges tiennent les pans supérieurs pour les écarter. Vierge et mère, ce paradoxe est ici accentué encore car le regard perçoit une vierge mystérieuse, image de la féminité, mais représentée en donnant à voir un phallus barrant son corps sur fond de féminité que tout son corps manifeste, tout à la fois, redoublant une étrangeté de l'impression qui se dégage du tableau, par le fait qu'en même temps, ce corps maternel phallique ou phallophore laisse voir comme un vagin. L'ensemble de l'image tient au centre d'une tente semblable à un utérus qui contient son précieux fœtus[réf. nécessaire].
Damisch montre que les anges lèvent le voile sur le questionnement éternel des enfants analysé par Freud, puisque depuis ses études sur la sexualité infantile, nous savons que les enfants sont habités par cette question métaphysique et toujours sans réponse : d'où viennent les bébés ? Damisch, de manière très savante et très subtile, conduit le lecteur dans une investigation abyssale d'un tableau aux significations labyrinthesques[réf. nécessaire].

## La querelle duLivre de poche
En novembre 1964, Hubert Damisch signe, dans la revue du Mercure de France, un article  intitulé "La culture de poche". Il y écrit que le livre de poche propose de la culture au consommateur « dans les mêmes conditions et suivant les mêmes méthodes qu'un quelconque paquet de détersif ». À ses yeux, le livre de poche est une entreprise mystificatrice reposant sur une démocratisation factice. Sa position trouve un écho chez quelques auteurs, comme  Henri Michaux, André Pieyre de Mandiargues ou Julien Gracq.
Quelques mois plus tard, dans la revue de Jean-Paul Sartre, Les Temps  modernes, d'autres auteurs prennent le contrepied des positions d'Hubert Damisch. Bernard Pingaud y voit un « objet modeste, impropre à la thésaurisation, [dont] l'indignité même fait la valeur ». Giono, de son côté y reconnait « le plus puissant instrument de culture de la civilisation moderne ».

### Œuvres
- 1955 : Claude Viseux, Paris, Galerie René Drouin.
- 1966 : Hubert Damisch, lettre à Matta. Matta, lettre à Hubert Damisch, Alexandre Iolas (éd.), New York / Genève / Milan / Paris.
- 1972 : Théorie du nuage. Pour une histoire de la peinture, Paris, Seuil.
- 1974 : Huit thèses.
- 1976 : Ruptures / Cultures.
- 1984 : Fenêtre jaune cadmium.
- 1987 : L’Origine de la perspective.
- 1992 : Le Jugement de Pâris. Iconologie analytique, I, Paris, Flammarion.
- 1993 : L’art est-il nécessaire ?.
- 1993 : avec Jean-Louis Cohen (dir.), Américanisme et Modernité. L'idéal américain dans l'architecture, Paris, EHESS / Flammarion, 448 p. Lire le compte-rendu.
- 1995 : Traité du trait, Paris, Réunion des musées nationaux.
- 1997 : Skyline. La ville narcisse, Paris, Seuil.
- 1997 : Un souvenir d'enfance par Piero della Francesca.
- 1999 : Hubert Damisch et Jacqueline Salmon, Villa Noailles, Marval.
- 2000 : L’amour m'expose. Le projet Moves, Bruxelles, Y. Gevaert.
- 2001 : La Dénivelée. À l'épreuve de la photographie, Paris, Seuil.
- 2001 : La Peinture en écharpe : Delacroix, la photographie, Paris, Klincksieck.
- 2004 : Voyage à Laversine, Paris, Seuil.
- 2012 : Le Messager des îles, Paris, Seuil.
- 2016 : La Ruse du tableau : la peinture ou ce qu'il en reste, Paris, Seuil.
- 2025 : Centrer les marges. Entretien avec Mathieu Bénézet, préface de Giovanni Careri, Paris, Éditions de l'EHESS, 96 p.

### Sélection d'articles
- « Cinq notes pour une phénoménologie de l’image photographique », L’ARC, no 21,‎ printemps 1963, p. 34-37 (lire en ligne  [PDF]).
- Hubert Damisch, Giovanni Careri et Bernard Vouilloux, « Hors cadre : entretien avec Hubert Damisch », Perspective, 1 | 2013, 11-23. [mis en ligne le 30 décembre 2014, consulté le 28 janvier 2022. URL : http://journals.openedition.org/perspective/1670 ; DOI : https://doi.org/10.4000/perspective.1670]